# 환린
환린(桓鄰, ? ~ 226년)은 중국 삼국 시대 동오의 관료로, 교지군 사람이다. 교지태수 사섭의 천거를 받아 임용되었다.

## 행적
황무 5년(226) 11월, 사섭이 죽었다. 사섭은 동오의 관리였으나, 실제로는 후한 때부터 교주를 실질적으로 다스리던 자였다. 사섭이 죽으니 대제는 사씨 세력을 축출하고 교주를 장악할 요량으로, 사섭의 후임으로 진시(陳時)를 임명하였다. 또 교주를 남북으로 갈라 광주(廣州)를 신설하는 한편 여대를 광주자사(廣州刺史)에, 대량(戴良)을 교주자사에 임명하였다.
이에 사섭의 아들 사휘가 형 사지와 함께 반란을 일으켰고, 대량이 오지 못하도록 막았다. 환린은 대량을 맞이할 것을 간언하다가 사휘에게 매를 맞아 죽었다.